# Взятие Каора
Взятие Каора (фр. prise de Cahors) 27 мая — 1 июня 1580 года — операция войск короля Генриха Наваррского в ходе Седьмой религиозной войны.

## Подготовка
Гражданская война, возобновившаяся из-за нежелания французского двора передать королю Наваррскому приданое Маргариты Валуа, требовала от протестантов Юго-Запада активных наступательных действий. По утверждениям старинных историков, лидеры кальвинистов, собравшиеся на совещание в Монтобане, наметили более «шестидесяти предприятий», но именно Каор, как столица графства Керси, входившего в состав приданого Маргариты, был выбран в качестве главной цели.
Жители Каора, по словам Мезере, частью были фанатичными католиками, частью боялись возмездия за резню 1562 года, и не желали принимать в городе ни короля Наваррского, ни его администрацию. Губернатор и сенешаль Керси Жан де Везен располагал, по разным сведениям, 1500—3000 аркебузиров, ордонансовой ротой и большим числом дворян. По словам Сюлли, Везен за четыре или пять дней до нападения узнал о намерениях Генриха.
По описаниям современников событий, обобщенным Шарлем де Бац-Транклеоном, Каор — «большой город, выстроенный на реке Лот, которая окружает его со всех сторон, кроме участка, который называется Ла-Бар. Там три моста, один из которых именуется Шеландром (Chelandre), а другой, со стороны Монтобана, называется Новым мостом (Pont-Neuf), этот последний с каждого конца оборудован хорошими воротами, но без подъемных мостов, по причине того, что сооружены они между двух небольших опор».
Генрих распорядился собрать войска из Монтобана, Негрепелиса, Сент-Антонена, Кажара и Сеневьера, и направил приказ кампмейстеру Шуппу привести отряд из виконтства Тюренн.

## Штурм
К 27 мая войска, кроме отряда Шуппа, собрались в указанном месте. Жители Каора считали Новый мост неприступным, но именно этот пункт был выбран Генрихом для атаки. Виконт де Гурдон предложил взорвать ворота петардами, для чего к мосту в ночь с 27 на 28 мая были направлены два специалиста-подрывника, Жандарм и Жан Робер, под охраной нескольких гвардейцев.
За ними по дну каменистой ложбины, поросшей орехом, к городу скрытно продвигались войска. Во второй линии шли двадцать всадников тяжелой кавалерии и тридцать аркебузиров под началом капитана Шарля де Сен-Мартена и барона де Саланьяка, в третьей были сорок гасконских дворян и шестьдесят королевских гвардейцев под командованием Роклора, а следом король вел основные силы: 200 тяжеловооруженных всадников и 1000 или 1200 аркебузиров.
Взрывом небольшой петарды была проделана дыра в первых воротах, достаточная, чтобы через неё пролезли подрывники. Бушевала сильная гроза, и городской караул принял взрыв за раскат грома. Пока солдаты топорами расширяли отверстие, подрывники устремились по мосту к городским воротам, где заложили более мощный заряд, взрыв которого обрушил створки. В городе поднялась тревога, и когда Саланьяк первым вступил в Каор, то обнаружил перед собой Везена с отрядом из наспех вооружившихся сорока дворян и трехсот аркебузиров. Вскоре к атакующим присоединились части Сен-Мартена и Роклора и к рассвету у ворот развернулся бой, «в котором аркебузы вскоре стали бесполезны».
Везен был смертельно ранен в самом начале схватки, что на некоторое время внесло смятение в ряды защитников, начавших отступать, но затем подход подкрепления из центральных районов города вернул им мужество. У атакующих были тяжело ранены и выбыли из строя все три командира, войска уже подались назад, когда им на помощь подтянулись отряды Гурдона и Террида.
День наступил, против гугенотов стянулись все силы защитников: гарнизон, вооруженные буржуа и простые горожане, метавшие в штурмующих черепицу с крыш. Наваррцы постепенно начали отходить назад. Генриху, дожидавшемуся снаружи результатов действий своего авангарда, давали совет отступить, на что он, если верить старинным авторам, ответил, что уход из этого города был бы подобен уходу жизни из его тела, и что речь идет уже не о сражении, но о победе или смерти. После чего вступил в Каор с двумястами кавалеристами и остатком аркебузиров.
Упорные уличные бои продолжались двое суток. Защитники, отступая, возводили одну баррикаду за другой, и каждый дом приходилось брать штурмом. Основные силы гарнизона закрепились в соборе, где продержались ночь и следующий день. Обе стороны ожидали подхода подкреплений. На третий день на помощь наваррцам подошел Шупп, с которым было 50 дворян и 400—500 аркебузиров. Он с ходу взял вражескую баррикаду и преследовал противника до здания Ратуши, где захватил три орудия и кулеврину. Выставив там охрану, он повернул к собору, представлявшему собой настоящую крепость, под стенами которой и соединился с королем Наваррским.
Для правильной осады собора следовало обезопасить тылы, очистив от противника соседние строения. Эта работа ещё не была закончена, когда с рассветом четвёртого дня перед городом показались части католиков, шедшие на помощь единоверцам. Шупп, выступивший с четырьмя сотнями бойцов навстречу неприятелю, разделившемуся на два отряда, устроил засаду и первых встретил огнем в упор, а вторых атаковал и опрокинул в ближнем бою.
1 июня, на пятый день боев, собор был взят, но за ним, на главной улице защитники возвели четырнадцать баррикад, которые атакующим пришлось брать одну за другой. Шупп, снова шедший в авангарде, был сражен камнем в голову, и его место занял сам Генрих Наваррский. Овладев со своими гвардейцами, по словам д’Обинье, «лучшей из баррикад», он крикнул с её вершины: «Пощада всем, кто сложит оружие!» Штурм закончился. Каор пал и был предан разграблению, но массовой резни Генриху удалось не допустить.
Вечером после взятия города король Наваррский писал мадам де Бац: «Даже не сняв окровавленной и пыльной одежды, я спешу сообщить вам хорошие новости, и о вашем муже тоже, он жив и здоров. Капитан Навай расскажет вам, как мы проучили этих каорских мерзавцев. Ваш муж не отходил от меня дальше, чем на расстояние своей алебарды».

## Результаты
Взятие Каора произвело сильное впечатление на современников. Генрих Наваррский впервые собрал собственную, пусть и небольшую, армию, и благодаря своей отчаянной храбрости одержал победу, положившую начало его воинской славе.
Не щадя своей жизни, Генрих все пять дней сражался в первых рядах, и, по словам сопровождавшего его Сюлли, который получил в этом бою свое первое ранение, «казалось, одновременно присутствовал всюду, обращаясь к каждому по имени и отдавая приказы командирам, дабы те перебрасывали людей туда, rде они больше вcero были нужны».
Маргарита Наваррская отметила, что при штурме Каора «король мой муж показал свою
осторожность и достоинство, не только как принц крови, но также как отважный и мудрый капитан». Высоко ценившая мужество, королева радостно встретила героя, который «оказал ей честь своей любовью».
Между тем военное положение Генриха в результате только ухудшилось, поскольку у него и до этого не было ресурсов для успешного противостояния маршалу Бирону, а кровопролитный штурм Каора подорвал и те небольшие силы, которыми Наваррец располагал. Королевские войска перешли в наступление, гугеноты были опрокинуты под Мармандом и отступили к Нераку, где любвеобильный Генрих развлекался с дамами.
Маргарита оценивает положение следующим образом: «захват Кагора [вместе с тем]
ослабил гугенотов больше, чем укрепил их положение: маршал де Бирон вел военную кампанию постепенно, нападал и захватывал все маленькие города, которые находились в их руках, нанизывая всех на острие шпаги».
Бирон готовил окружение столицы Генриха Наваррского, но обострение политических противоречий парижского двора с Мадридом, готовое перерасти в прямой военный конфликт, отодвинуло проблему войны на Юго-Западе на второй план. В ноябре стороны снова подписали компромиссное соглашение, по условиям которого король Наваррский, в частности, вернул захваченный Каор, сделав это, по его собственному выражению, «со всем спокойствием и смирением».

## Комментарии
1. ↑  Другие варианты: 28—31 мая, 29—31 мая, исходящие из версии о трех днях штурма. В литературе первой половины — середины XIX века датой взятия города считалось 5 мая. Наиболее подробный рассказ об этом событии приведен в сочинении каорского эрудита М.-Ж. Бадоля «Siège et prise de Cahors par Henri IV», изданном в 1877 году, и основанном на местных преданиях и рукописных источниках. Указанный автор считает, что нападение еретиков на город произошло в ночь на воскресенье 29 мая, дня Святой Троицы
2. ↑  Барон Шарль-Анри-Жозеф де Бац-Транклеон (1835—1914), гасконский историк, писатель и журналист, главный редактор бордосской легитимистской газеты La Guienne[фр.] (Laurence Motoret. De l’influence de l’espionnage sur le comportement des familles: le baron de Batz // Sigila 2012/2 (N° 30), pp. 55—65, Data BNF Архивная копия от 8 февраля 2022 на Wayback Machine)